# Перепелиця-клоун мексиканська
Перепелиця-клоун мексиканська (Cyrtonyx montezumae) — вид куроподібних птахів родини токрових (Odontophoridae).

## Поширення
Вид поширений у внутрішніх гірських районах Мексики та південних штатах США (Нью-Мексико, Аризона, Техас). Мешкає у відкритих дубових, сосново-дубових або ялівцевих лісах.

## Опис
Птах завдовжки 22 см, вагою 180 г. Оперення рябе — коричневе з білими цятками. На голові є коричневий чубчик з чорними смугами. Лице біле з чорною смугою навколо очей. Боки тіла сіро-коричневі з білими крапками. Груди та черево коричневі. Дзьоб зверху чорний, знизу білий.

## Підвиди
- Cyrtonyx montezumae mearnsi Nelson, 1900
- Cyrtonyx montezumae montezumae (Vigors, 1830)
- Cyrtonyx montezumae rowleyi Phillips, AR, 1966
- Cyrtonyx montezumae sallei J.Verreaux, 1859